# Штрихи до портрету В. І. Леніна
«Штрихи до портрета В. І. Леніна» — радянський кінематографічний цикл з чотирьох телевізійних художніх фільмів, які висвітлюють життя і діяльність Леніна у 1918 році. Знятий творчим об'єднанням «Екран» у 1967—1970 роках. Після єдиного показу першої частини по ЦТ СРСР на початку 1970-х років, фільм потрапив в категорію «поличних» і не демонструвався аж до 1987 року.
Повторна «прем'єра» широко обговорювалася в державних засобах масової інформації. Леонід Пчолкін згадував: «В кінці 1960-х я зняв цикл фільмів про Леніна „Штрихи до портрета“ за сценарієм Михайла Шатрова, заснованому на документах. Ленін був жорсткою людиною, і мені здалося, що Михайло Ульянов дуже підійшов для цієї ролі. Так ось, ці фільми пролежали на полиці двадцять років! Те, що при більшовиках їх покладуть на полицю, я припустити не міг. Виявилося, незадовго до виходу моїх фільмів у світ, Політбюро якраз ухвалило рішення почати прославляти в засобах масової інформації та в мистецтві Леоніда Ілліча Брежнєва. Ленін виявився не потрібен. Починався культ нової особистості».

## Сюжет
- Фільм 1. «Поіменне голосування» дає картину гострої полеміки, розгорілася серед більшовицького керівництва з приводу підписання Брестського миру навесні 1918 року. Центральний епізод фільму — суперечка Леніна з Бухаріним напередодні вирішального поіменного голосування депутатів IV Надзвичайного з'їзду Рад з питання ратифікації Брестського договору.
- Фільм 2. «Півтори години в кабінеті В. І. Леніна. 1918» малює обстановку одного зі звичайних засідань Радянського Уряду влітку 1918 року. Серед обговорюваних питань — проект спорудження меморіальної дошки покійному лідеру анархістів П. О. Кропоткіну (помилка сценариста Михайла Шатрова — Кропоткін помер у 1921 році).
- Фільм 3. «Повітря Раднаркому» являє собою ігрове продовження документальних кадрів прогулянки тільки що одужавшого, після поранення, Леніна у дворі Кремля восени 1918 року. Він починається з заставки і титрів справжнього першого радянського кіножурналу «Кіно-Тиждень» і стилізований під документ.
- Фільм 4. «Комуна ВХУТЕМАС» показує зустріч і дискусійне спілкування Леніна зі студентами-художниками, молодими представниками нової радянської культури.

## У ролях
- Михайло Ульянов — Володимир Ленін
- Ігор Кваша — Яків Свердлов
- Олег Табаков — Микола Бухарін
- Олег Єфремов — Юлій Мартов
- Анатолій Папанов — Давид Рязанов
- Євген Євстигнєєв — Анатолій Луначарський
- Петро Щербаков — Артем
- Ірина Мірошниченко — Наташа Гопнер
- Кирило Лавров — Василь Каюров
- Владислав Стржельчик — доктор Граховський
- Марк Прудкін — доктор Володимир Мінц
- Іван Соловйов — доктор Володимир Розанов
- Тамара Логінова — Марія Ульянова
- Олександр Пашутін — «Рудий», художник-футурист
- Армен Джигарханян — Віталій Семенович, голова Мосради
- Микола Караченцов — художник-футурист
- Гаррі Бардін — художник-футурист
- Георгій Куликов — член Раднаркому
- Віктор Сергачов — В. Володарський
- Володимир Кенігсон — Олександр Юлійович Ге
- Микита Подгорний — Лихач
- Сергій Некрасов — Борис Камков
- Юліан Балмусов — Лев Каменєв
- Галікс Колчицький — Володимир Бонч-Бруєвич
- Людмила Возіян — Марія Спиридонова
- Євген Дубасов — Олександр М'ясников
- Геннадій Кочкожаров — Ломов
- Володимир Ємельянов — Максим Горький
- Борис Ульянов — Юрій Стеклов
- Маргарита Юр'єва — Олександра Коллонтай
- Марія Пастухова — Надія Крупська
- Наталія Вєрова — Інеса Арманд
- Айно Тальві — Клара Цеткін
- Зиновій Філер — Георгій Чичерін
- Микола Алексєєв — Григорій Петровський
- Олександр Граве — Олександр Цюрупа
- Филимон Сергєєв — Донат Черепанов
- Юрій Авшаров — Маметов

## Знімальна група
- Режисер — Леонід Пчолкін
- Сценарист — Михайло Шатров
- Композитор — Микола Каретников
- Оператор — Юрій Схіртладзе